# Samuel Dickinson
Samuel Dickinson (York, 11 de julio de 1997) es un deportista británico que compite en triatlón y acuatlón.
Participó en los Juegos Olímpicos de París 2024, obteniendo una medalla de bronce en la prueba de relevo mixto.
Ganó una medalla de plata en el Campeonato Mundial por Relevos Mixtos de 2022, una medalla de oro en el Campeonato Europeo de Triatlón de 2021 y una medalla de plata en el Campeonato Europeo de Triatlón de Velocidad de 2019. Además, obtuvo una medalla de bronce en el Campeonato Europeo de Acuatlón de 2018.

## Palmarés internacional
| Juegos Olímpicos                      | Juegos Olímpicos    | Juegos Olímpicos  | Juegos Olímpicos |
| Año                                   | Lugar               | Medalla           | Prueba           |
| ------------------------------------- | ------------------- | ----------------- | ---------------- |
| 2024                                  | París (Francia)     | Medalla de bronce | Relevo mixto     |
| Campeonato Mundial por Relevos Mixtos |                     |                   |                  |
| Año                                   | Lugar               | Medalla           | Prueba           |
| 2022                                  | Montreal (Canadá)   | Medalla de plata  | Relevo mixto     |
| Campeonato Europeo                    |                     |                   |                  |
| Año                                   | Lugar               | Medalla           | Prueba           |
| 2021                                  | Kitzbühel (Austria) | Medalla de oro    | Relevo mixto     |

| Campeonato Europeo | Campeonato Europeo | Campeonato Europeo | Campeonato Europeo |
| Año                | Lugar              | Medalla            | Prueba             |
| ------------------ | ------------------ | ------------------ | ------------------ |
| 2019               | Kazán (Rusia)      | Medalla de plata   | Individual         |

| Campeonato Europeo | Campeonato Europeo | Campeonato Europeo | Campeonato Europeo |
| Año                | Lugar              | Medalla            | Prueba             |
| ------------------ | ------------------ | ------------------ | ------------------ |
| 2018               | Ibiza (España)     | Medalla de bronce  | Individual         |